# Ctenane dealbata
Ctenane dealbata là một loài bướm đêm thuộc phân họ Arctiinae, họ Erebidae.